# Linocarpon siamense
Linocarpon siamense är en svampart som beskrevs av Thongk. 2003. Linocarpon siamense ingår i släktet Linocarpon, klassen Sordariomycetes, divisionen sporsäcksvampar och riket svampar.   Inga underarter finns listade i Catalogue of Life.